# Uverito (Camaguán)
Pour les articles homonymes, voir Uverito.
Uverito est l'une des trois paroisses civiles de la municipalité de Camaguán dans l'État de Guárico au Venezuela. Sa capitale est Uverito.

## Géographie

### Démographie
Hormis sa capitale Uverito et les quartiers ouest de la Guayabal, chef-lieu de la municipalité voisine de San Gerónimo de Guayabal tout comme la piste aéroportuaire de cette dernière, la paroisse civile possède plusieurs localités :
- El Lajero
- La Hacienda
- La Pompida
- Roblito
- Uverito